# Gerichtsbezirk Vorau
Der Gerichtsbezirk Vorau war ein dem Bezirksgericht Vorau unterstehender Gerichtsbezirk im Bundesland Steiermark. Der Gerichtsbezirk umfasste den nordwestlichen Teil des politischen Bezirks Hartberg und wurde 1976 dem Gerichtsbezirk Hartberg zugeschlagen.

## Geschichte
Der Gerichtsbezirk Vorau wurde durch eine 1849 beschlossene Kundmachung der Landes-Gerichts-Einführungs-Kommission geschaffen und umfasste ursprünglich die 14 Gemeinden Kathrein, Kleinschlag, Mönichwald, Puchegg, Ratten, Reinberg, Rettenegg, Riegersbach, Schachen, St. Jakob, Vorau, Vornholz, Waldbach und Wenigzell.
Der Gerichtsbezirk Vorau bildete im Zuge der Trennung der politischen von der judikativen Verwaltung
ab 1868 gemeinsam mit den Gerichtsbezirken Hartberg, Friedberg und Pöllau den Bezirk Hartberg.
Zu einer ersten Gebietsänderung kam es 1875, als per 1. Juli die Ortsgemeinden Ratten, Rettenegg und St. Kathrein aus dem Sprengel des Bezirksgerichts Vorau ausgeschieden und dem Sprengel des Bezirksgerichtes Birkfeld in Steiermark im Bezirk Weiz zugeschlagen wurde.
Per 1. Jänner 1948 wurden auch Teile der Gemeinde Sankt Jakob im Walde an den Gerichtsbezirk Birkfeld im Bezirk Weiz abgetreten, gleichzeitig kamen Teile der Gemeinde Gräflerviertl des Gerichtsbezirks Hartberg an den Gerichtsbezirk Vorau.
Nachdem die Bundesregierung per Verordnung die Auflösung der Gerichtsbezirke Vorau, Friedberg und Pöllau beschlossen hatte, wurde der Gerichtsbezirk Vorau per 1. Oktober 1976 dem Gerichtsbezirk Hartberg zugeschlagen.
Mit 1. Juli 2013 wurde wiederum der Gerichtsbezirk Hartberg aufgelöst und die Gemeinden dem Gerichtsbezirk Fürstenfeld zugewiesen.

## Gerichtssprengel
Der Gerichtssprengel umfasste zum Zeitpunkt seiner Auflösung die zehn Gemeinden Eichberg, Mönichwald, Puchegg, Riegersberg, Sankt Jakob im Walde, Schachen bei Vorau, Vorau, Vornholz, Waldbach und Wenigzell.